# Battaglia di Rocheservière
La battaglia di Rocheservière è stata una battaglia della quarta guerra di Vandea combattuta il 19 e 20 giugno 1815 a Rocheservière.

## Antefatto
Tornato dall'Angiò, il generale Jean Maximilien Lamarque lasciò Nantes con 3 000 uomini e l'11 giugno si unì con Jean-Pierre Travot a Machecoul, quindi il 12 giugno presero Legé e Palluau. Lamarque disponeva ora di 6 000 uomini e il 17 giugno, venne a sapere che 8 000 vandeani comandati da Charles d'Autichamp e Pierre Constant de Suzannet si trovano nei pressi di Rocheservière in Vandea.

## La battaglia
Le forze vandeane erano ben piazzate, Suzannet si trovava sulle alture di Rocheservière, protetto a ovest dal fiume Boulogne, che difficilmente un esercito poteva guadare, Saint-Hubert si trovava a Saint-André-Treize-Voies a 9 km a est da Rocheservièere, mentre Charles d'Autichamp si trovava a Vieillevigne a 7 km da Rocheservière.
Gli imperiali difficilmente potevano attaccare queste posizioni, ma improvvisamente, il 19 giugno, i vandeani evacuarono Rocheservière, pare contro la volontà di Suzannet, e guadagnarono Mormaison. Gli imperiali passarono all'attacco: Travot si scontrò con i vandeani a La Grolle, situata tra Rocheservière e Saint-André, ma Suzannet riuscì a fare intervenire la sua cavalleria costringendo Travot a battere in ritirata, quindi riunì i suoi vandeani a La Grolle.
Il giorno successivo, il 20 giugno, Suzannet decise di passare al contrattacco portandosi al luogo di incontro degli imperiali, scrisse a d'Autichamp, il generale in capo, per avere supporto ma questo rispose che piuttosto avrebbero dovuto mantenere la loro posizione. Suzannet e Saint-Hubert vollero ugualmente condurre l'attacco e superando il fiume Boulogne si scontrarono con l'esercito imperiale sulla piana di Grand-Collet a sud-ovest di Rocheservière. Tuttavia le truppe di Saint-Hubert e Suzannet si trovavano ad una certa distanza le une dalle altre, così le truppe imperiali poterono attaccarli singolarmente: entrarono prima in contatto con le forze di Saint-Hubert, che attaccate su un fianco, furono mandate in rotta, quindi con quelle di Suzannet che arrivò troppo tardi sul campo di battaglia e si lanciò in una carica disperata contro le truppe imperiali. Durante lo scontro Suzannet venne colpito da una proiettile e rimase gravemente ferito, quindi Lamarque fece intervenire la sua cavalleria che costrinse i vandeani alla fuga.
A Vieillevigne, il generale d'Autichamp fu informato dei combattimenti sulla piana di Grand-Collet e immediatamente si lanciò su Rocheservière per dare aiuto ai due generali ma giunse quando ormai le truppe di Suzannet e Saint-Hubert erano già in rotta. D'Autichamp decise allora di piazzare i suoi uomini in difesa del ponte che attraversava il Boulogne per permettere ai vandeani in rotta di ripiegare verso la sua posizione, ma Lamarque fece attraversare il fiume dalle sue truppe su dei guadi e entrarono a Rocheservière prendendo i vandeani alle spalle, che si fecero prendere dal panico e ripiegarono in modo disordinato su Clisson.

Il giorno seguente, il generale Suzannet morì per le ferite riportate in battaglia a Aigrefeuille-sur-Maine.